# لويس هورنا

## روابط إضافية
- لويس هورنا على موقع رابطة محترفي التنس (الإنجليزية)
- لويس هورنا على موقع الاتحاد الدولي لكرة المضرب (الإنجليزية)
- لويس هورنا على موقع كأس ديفيز (الإنجليزية)
- لويس هورنا على موقع خلاصة التنس.كوم (الإنجليزية)
- لويس هورنا على موقع إي إس بي إن.كوم (الإنجليزية)
- لويس هورنا على موقع أوليمبيديا (الإنجليزية)
- Horna Recent Match Results
- Horna World Ranking History